# Музика Японії
Му́зика Япо́нії (яп. 日本の音楽, ніппон-но онґаку) — сукупність усіх традиційних і сучасних музичних мистецтв, що були створені та розвинені мешканцями Японського архіпелагу, включаючи айнів Хоккайдо і рюкюсців Окінави. Термін «музика» японською буде як 音楽 («онґаку»); де 音 («он») означає «звук» , а 楽 («ґаку») — «комфорт».

## Основні напрямки
В цілому, музика Японії поділяється на традиційну, так звану «брудну музику», до якої окрім придворної чи театральної музики старовини і середньовіччя інколи зараховують народні музичні практики, та популярну або сучасну музику, яка охоплює різноманітні музичні жанри і напрямки, що були започатковані з середини 20 століття та існують по сьогодні.

## Традиційна музика
До традиційної музики Японії відносять такі музичні мистецтва і практики, які склалися на Японських островах до 20 століття.

### Музика Ямато

#### Стародавність
Ймовірно, перші поселенці Японського архіпелагу мали своє музичне мистецтво, проте прямих доказів його існування немає. Перші писемні згадки, які натякають на існування музики і танців у 2 столітті по Р. Х. на Японському архіпелазі, містяться у «Розділі про людей ва» китайської історичної хроніки «Записів Вей» і пов'язані із шаманськими практиками, що їх застосовувала «японська королівна» Хіміко.
У пізніших джерелах 8 століття, «Записах про справи давнини» і «Анналах Японії», знаходимо безпосередні вказівки на існування пісень-віршів ута (歌). Це були переважно священні перекази яматоського імператорського двору, які назвалися «великими піснями» оута (大歌) і виконувалися переважно під час богослужінь та бенкетів.

##### Материкові запозичення іґаґаку

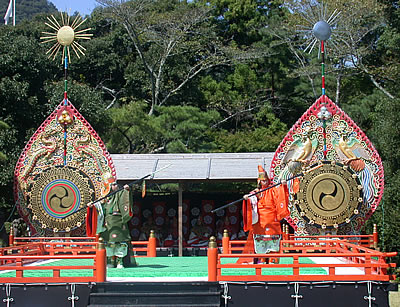
Виконання каґура, різновиду ґаґаку при святилищі Ісе дзінґу.

У 6 — 9 століттях молода японська держава вступила у активні відносини із державами Корейського півострову і Китаю. На цей час припадають запозичення остров’янами культурних надбань цих країн, і музики зокрема. В Японії континентальне музичне-танцювальне мистецтво іменувалося за назвами заморських держав: «музика Сілла», «музика Когурьо», «музика Пекче», «музика Тан» і «музика Бохай» . У 7 столітті, за правілння імператриці Суйко, пекчеський монах Мі Ма Чі запровадив у Японії театральне мистецтво ґіґаку (伎楽), а у середині 8 століття індійські брахмани завезли до Японських островів музичне мистецтво рін'юґаку (林邑楽) і буддистскі гімни-літанії сьомьо (声明). Відголосом стародавнього рін'юґаку є традиційна музика сучасного В'єтнаму.
Ці музичні мистецтва, за виключенням ґіґаку, яке занепало у 13 столітті, злилися у придворній «вишуканій музиці» ґаґаку (雅楽), що збереглася до нашого часу. Вона виконувалась оркестром струнних і ударних інструментів. Різновидом цього мистецтва була «танцювальна музика» буґаку (舞楽), виконання якої супроводжувалося танцем. «Танцювальна музика» поділялися на два види: «ліву» — «музика Тан» і рін'юґаку, та «праву» — «корейська музика» і «музика Бохай». Кожен окремий вид виконувався під оригінальну мелодію і окремий від інших склад оркестру. У 9 — 10 столітті, з настанням періоду Хей'ан, струнні оркестри набули менших масштабів і японці почали складати свої власні твори на зразок іноземних. Деякі з них записані у «Новостворнених піснях і мелодіях династії Хей'ан». Такі пісні і мелодії мали назви «музика північного саду» (北庭楽), «музика гармонії» (承和楽), «музика метелика» (胡蝶楽), «звуки насолоди» (長慶子) і належала до лівої «танцювальної музики». Разом із ними ґаґаку увібрало у себе стародавні японські божественні гімни і танці каґура (神楽), пісні та мелодії східної Японії (東遊歌), розважальні і побутові пісні регіонів (風俗歌) та популярні в народі пісні саібара (催馬楽). Усі вони отримали музичне оформлення у виконанні струнних інструментів і речитативного співу.

##### МаріятаДіма
Різновидом буддистської музики були релігійні гімни-літанії сьомьо, аналог європейського церковного співу часів середньовіччя в Японії. Ці гімни були молитвами прославлення будд, священним текстом сутр покладеним на мелодію, які імпортувалися з Китаю з 8 по 10 століття. Тексти перших сьомьо  були написані санскритом, китайською писемною веньянь і стародавньою японською мовами. Загалом, існувало два стилі виконання цих гімнів, які сформувалися на традиціях найбільших стародавніх буддистських сект Японії — Тендай і Сінґон. Ці стилі справили величезний вплив на манеру співу і виконання мелодій не лише у релігійному, а й світському музичному мистецтві пізніших епох.
Починаючи з 11 століття пісні сайбара і прокламації віршів поступово вийшли з моди. Їх замінили «пісні сьогодення» імайо (今様), які були популярними у середовищі придворних до кінця 12 століття. Походження цих пісень тісно пов'язане із буддистськими гімнами сьомьо — різновиди гімнів, так звані «японські літанії» були скорочені і приведені до форми японського чотировірша. Імайо виникли серед простолюдинів, насамперед серед банних служанок юдзьо і танцівниць для розваг сірабьосі. У 12 столітті, завдяки захопленням імператорів танцівницями, нова пісенна культура знайшла визнання при дворі і була підхоплена місцевою знаттю. У 13 столітті імайо поступово зникли. Сьогодні їх відголосок можна знайти хіба що у мелодичних співах еттнеґаку (越天楽), різновиді придворного ґаґаку.

#### Середньовіччя

##### Хейкьоку
У 13 столітті в Японії з'явилося новий музичний жанр хейкьоку (平曲, «думи про Тайра»), що створювали музиканти-сліпці на основі буддистських літаній. Хейкьоку виконувалися речитативним співом під акомпанемент японської лютні біва. Виконавці цих дум, сліпі «ченці-лютники» біва-хосі, носили чернечий одяг, але монаших обітниць не приймали. Після падіння режиму родини Тайра наприкінці 12 століття, ці «японські кобзарі» поклали на музику слова «Повісті про рід Тайра» і популяризували її, мандруючи усіма провінціями Японії. Згідно з переказами «Записок від нудьги» повість написав придворний Сінано но Дзендзі Юкінаґа (信濃前司行長), а на її основі сліпий монах Сьобуцу (生仏) склав перші хейкьоку.
У 14 столітті музиканти-сліпці створили свою самоврядну організацію, що займалася збереженням і передачею стародавніх «дум про Тайра». Ця організація перебувала під охороною центральних самурайських властей до 19 століття. Сьогодні хейкьоку зберігається зусиллями декількох ентузіастів і знаходиться на грані зникнення. Мелодії і ритм співу дум були запозичені піснями нагаута і японською драматичною прозою дзьорурі.

##### Саруґакуіно

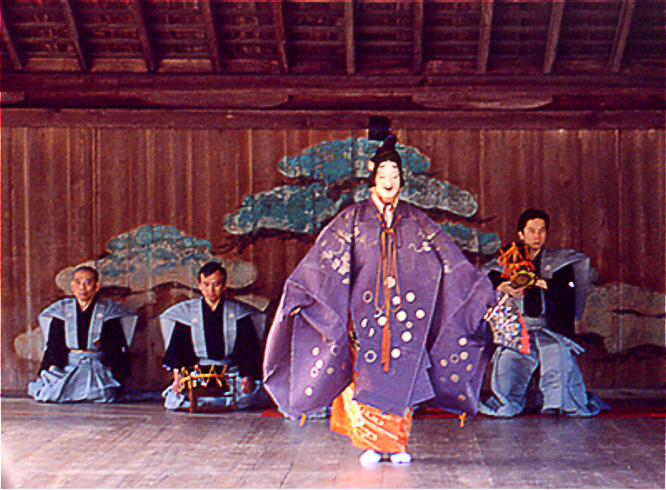
Вистава театру но, відомішого у середньовіччі як саруґаку, в святилищі Іцусіма.

Одними з найвідоміших різновидів музичного мистецтва середньовічної Японії були «мистецтво польової музики» денґаку (田楽能) і «мистецтво музики мавпування» саруґаку (猿楽能).
Денґаку утворилося шляхом поєднання сільських обрядових танців, що виконувалися під час проведення розсади на рисових заливних полях, з музичними і акробатичними практиками запозиченими з Китаю. Це мистецтво виконувалося професійними майстрами денґаку-хосі. Воно набуло широкої популярності у 13 — 14 століттях у середовищі аристократії і вищого самурайства. Відомо, що японські можновладці Ходзьо Такатокі і Асікаґа Такаудзі високо цінували денґаку. Проте «польова музика» не змогла розвитися у окреме театральне мистецтво і, врешті-решт, поступилася мистецтву саруґаку, відомішому сьогодні як японський театр но (能).
Словом саруґаку позачали жартівливе мистецтво пантоміми, «мавпування», яке було поширене в Японії з 11 століття. Музиканти столичного регіону поєднали його з танцями куртизанок і піснями імайо, давши початок новому театральному мистецтву. Воно набуло піку своє популярності у другій половині 14 століття. Найвідомішим упорядником і драматургом цього мистецтва був Дзеамі, який вважається одним із засновників середньовічного театру но. Завдяки підтримці центральної влади у особі Асікаґи Йосіміцу, цей театр укріпив свої позиції, перетворившись мистецтво японської знаті. До 19 століття воно вважалося офіційним музичним мистецтвом самурайських урядів.
Сьогодні виконавці но поділені на п'ять шкіл — Кандзе-рю, Хосю-рю, Компару-рю, Конґо-рю і Кіта-рю, серед яких усі за винятком останньої ведуть свій початок з 14 століття. Вистави но супроводжуються речетативним співом, танцями і мелодійними піснями різних видів. У музичному плані це театральне мистецтво зазнало сильного вплиу буддистських літаній сьомьо, а драматичному — артистичних прийомів денґаку і танців буґаку. Більшість класичних п'єс і пісень для но, які називаються йокьоку (謡曲), були написані Дзеамі, патріархом школи Кандзе-рю. Вони проникнуті головним естетичним принципом цього театру — «таємничою чарівністю» юґен (幽玄). У традиційному но за один день актори показували, як правило, п'ять вистав (五番立), що були впорядковані за темами . Проте з 20 століття такі довготривалі програми були скорочені до однієї-двох вистав.

##### Танці «кабукі»

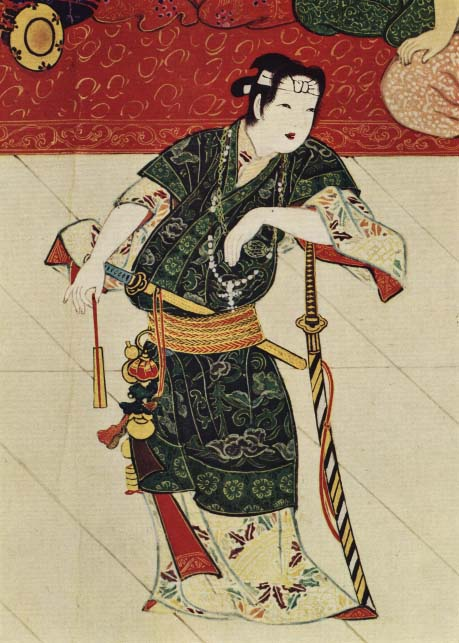
Ідзумо Окуні в яскравому одязі куртизанки і «модними» атрибутами свого часу — християнською вервицею, мечами і гарбузами-горлянками.

У 16 столітті в Японії з'явився новий жанр «дивакуватих танців» — кабукі-одорі (歌舞伎踊), які виконували у багатолюдних місцях столичного регіону. Його засновницею вважають жінку Ідзумо Окуні, жрицю святилища Ідзумо. В основу танців лягли так звані буддистських «танцювальних молитов» одорі-ненбуцу (踊念仏), що були популярними у 13 — 14 століттях. «Дивакуваті танці» Акуні супровожджувалися короткими простолюдинськими піснями коута на противагу довгим гімнам імператорського двору. Вони виконувалися без інструментального акомпанементу, в танці з віялом. Хоча перший збірник таких пісень був складений у 1528 році, увагу японців привернули пісні Такасабу Рютацу, зібрані у 1592—1596 роках. Саме його вважають «прабатьком коута» нового часу. У 17 — 19 столітті танці кабукі, поєднані з короткими піснями, переростуть у окремий вид театрального мистецтва.

#### Період Мейдзі
Від перших контактів японців із західною музичною культурою у XVI столітті за посередництвом португальських місіонерів (період відкриття перших церков, школ-семінарії та колегіумів), так і згодом, у формальному копіюванні структур китайської церемоніальної музики, японській музичній культурі притаманний принцип копіювання із подальшою герметизацією сприйнятих явищ. Взаємодія західної та японської музики періоду Мейдзі передусім пов'язана із військовою, релігійною та освітньою сферами. Японці засвоїли західну культуру та її музику. У зв'язку з цим музична панорама в Японії поступово ставала динамічнішою, наближувалась до музичного стилю Заходу.
Найранній етап західної адаптації цього періоду пов'язаний із військовою сферою. У місті Нагасакі створюється перша військова академія голландського зразка, у якій, поряд із військовою наукою, навчали військової музики. Організовуються перші військові оркестрові колективи — оркестри котекітай. Проникнення військової музики європейського стилю сприяло становленню й подальшому розвитку форм концертної діяльності за західними зразками — вони брали участь у культурному житті міст, на відкритій сцені Хібія, виконуючи твори європейських композиторів (Ріхарда Вагнера, Шарля Гуно, Петра Чайковського). Поступово за участю зарубіжних та японських авторів упорядковується відповідний репертуар, публікуються перші нотні збірки військової музики. У військовій галузі формується японська диригентська школа, засновниками якої стали англійські, французькі й німецькі митці, такі як Джон Вільям Фентон, Шарль Леру, Франц Екерт. Під їх керівництвом відбувалося становлення перших японських військових диригентів: Сукецуне Накамура та Йосітойо Йоцумото.

### Традиційні музичні інструменти
- Біва — 4-5 струнний музичний інструмент, аналог української кобзи.

## Сучасна музика
Сучасне музичне життя Японії багато в чому визначається діяльністю великої кількості організацій і товариств. У Токіо знаходяться японське відділення міжнародних музичних товариств, Міжнародного фонду мистецтв та інші. У Японії функціонують: оперні трупи «Фудзівара каґекідан» і «Ніккікай», ансамбль камерної опери «Сіцунай каґекідан»; близько 20 симфонічних оркестрів (8 — у Токіо); камерно-інструментальні ансамблі, у тому числі Токійський струнний квартет; хорові колективи тощо. Значну роль грають колективи традиційного музично-театрального мистецтва: Оркестр гагаку імператорського палацу «Сіґенкан», оркестр народних інструментів «Ніппонія», трупи Національного театру. Серед навчальних закладів: Музична академія («Сендеокуґакуен»), Вища музична школа «Тохо», Музична школа Кунітаті, музичне відділення при університетах Токіо, Осаки й інших міст; науково-дослідна робота проводиться в Японській академії музикознавства; товариство музики 20 століття сприяє виконанню сучасної музики, проводить музичні фестивалі. Зберігається звичай виконання музики й танців під час традиційних свят.
Серед традиційних виконавців кінця XX століття: співаки — Цудаю Такемото, Кіемото Сідзутаю, Есімура Ґородзі, Тобая Рітьо, Есідзуме Коредзі; інструменталісти — Такахасі Тікудзан, Еномото Сісуй (бива); Міяґі Міте, Кініті Макано-Сіма (кото); Кінея Ґосасуке, Імафудзі Тедзюро, Кінея Ґендзіро, Кіем те Ейдзабуро (сямісен); Масаюкі Коґа (сякухаті).
Одними з найвідоміших сучасних японських виконавців є Кейко Мацуї, Envy, Heaven In Her Arms.
Серед композиторів кінця 20 ст., що працюють у галузі електронної музики, виділяються твори Ісао Томіта. Частка його творів присвячена кіно. Він же створив музичний акомпанемент для делегації гімнасток Японії, що виступали на Олімпійських іграх 1956 р. в місті Мельбурн, Австралія.